# Vlatko Kovačević
Vlatko (Vladimir, Vlado) Kovačević (Dubrovnik, 26 de març de 1942) és un jugador d'escacs croat i iugoslau, que té el títol de Gran Mestre des de 1976.

## Resultats destacats en competició
El 1970, Vlatko Kovačević va empatar als llocs 9è-11è a Rovinj–Zagreb (el guanyador fou Bobby Fischer), però va vèncer Fischer en la seva partida individual. El 1975, va empatar als llocs 2n-4t a Rovinj–Zagreb (Gyula Sax fou el campió). El 1976, va guanyar a Sombor. El 1976, va empatar als llocs 1r-3r a Virovitica. El 1977, va empatar a Karlovac al 1r-3r lloc. El 1979, va guanyar a Zagreb. El 1979, va guanyar a Virovitica. El 1980, va empatar als llocs 2n-3r a Virovitica. El 1980, va guanyar a Maribor. El 1981, va guanyar a Tuzla. El 1981, va empatar als llocs 2n-6è a Ramsgate. El 1982, va guanyar a Vinkovci. L'any 1982/83, va ocupar el segon lloc a Hastings, on va guanyar Rafael Vaganian. El 1986, va empatar als llocs 2n-3r, per darrere de Jaime Sunyé Neto, a Zenica. El 1986, va guanyar a Zagreb.
Kovacevic va jugar en sis olimpíades d'escacs: representant Iugoslàvia a Lucerna 1982, Tessalònica 1984 i Tessalònica 1988, per Iugoslàvia "B" a Novi Sad 1990, i representant Croàcia a Manila 1992 i Elistà 1998. Va guanyar la medalla de bronze individual al quart tauler a Novi Sad.